# Gusztáv nyaralója
A Gusztáv nyaralója a Gusztáv című rajzfilmsorozat ötödik évadának harmadik epizódja.

## Rövid tartalom
Gusztáv egészen megvénül, mire egyedül felépíti telkén a nyaralóját.

## Alkotók
- Rendezte: Ternovszky Béla, Zsilli Mária
- Írta: Kristóf Attila, Nepp József, Ternovszky Béla
- Dramaturg: Lehel Judit
- Zenéjét szerezte: Deák Tamás
- Operatőr: Losonczy Árpád
- Kamera: Klausz András
- Hangmérnök: Bársony Péter
- Vágó: Czipauer János
- Tervezte: Zsilli Mária
- Háttér: Csík Márta
- Rajzolta: Gelléri István, Palkó József
- Színes technika: Kun Irén
- Gyártásvezető: Marsovszky Emőke
- Produckció vezető: Gémes József

A Magyar Televízió megbízásából a Pannónia Filmstúdió készítette.